# Casteldelfinói csata
A casteldelfinói csatát 1744 júliusában vívta Franciaország és a Szárd-Piemonti Királyság Casteldelfino közelében az osztrák örökösödési háború során. A csata francia győzelemmel zárult, és ennek köszönhetően sikerült áttörniük az Alpokon, így megnyílt előttük az út Itália felé. Ezt a csatát pierrelongue-i csata néven is említik, így különböztetve meg a korábban (1743. október 7–10.) ugyanitt lezajlott csatától.

## Előzmények
Az előző évi kudarc után 1744 júliusában Conti herceg vezetésével egy francia hadsereg ismét megpróbált a Nyugati-Alpokon keresztül betörni Piemontba. A francia hadsereget kilenc hadoszlopba szervezték. Az első oszlop a Stura és Maira folyók völgyeinek végében (a folyók forrásvidékén) állt fel, míg három másik hadoszlop (a 7., 8. és 9.) a jóval északabbra lévő Varaita folyó völgyének végében foglalt állást. A hat zászlóaljból álló 7. oszlop Don Louis Gandinga tábornok parancsnoksága alatt állt. Ez a kontingens Guillestre-t elhagyva San Pault és Maurint érintve a Colle dell’Agnellóhoz vonult és fenyegette Casteldelfino (franciául: Chateau Dauphine) völgyét. Ezt követően a 7. hadoszlop visszavonult, hogy a Maira-völgyben megszerezze Accegliót, támogatva a de Lautrec altábornagy vezette 6. hadoszlopot, aki azt a parancsot kapta, hogy foglalja el Preit falut.
De Gages altábornagy, Camposanto grófja a 8. hadoszlop öt zászlóaljával a Briançonhoz közeli Pontcernieresnél lévő táborból a Varaita és Maira hágók közelébe vonult. Baillì de Givri altábornagy a 9. hadoszlop 10 zászlóaljának élén elfoglalta a Montgeneve-nél lévő rést, és csapataival leereszkedett a Cesana-völgybe, hogy így tévessze meg III. Károly Emánuelt a franciák szándékait illetően. Givri csellel bevette Gardettát a Bellino-völgyben, valamint a Colle di Bondormir csúcsát is, mely hegy a Casteldelfino völgyét uralta. François de Chevert dandártábornok különböző ezredek és a Poitou dandár négy század gránátosának összesen 1500 katonája felett rendelkezett. Az eső áztatta utakon felvonuló mind a kilenc hadoszlop a Conti herceg által kijelölt pozíciókat foglalta el.
Conti herceg és Fülöp parmai herceg, a spanyol haderő parancsnoka a Colle d’Argenterán leereszkedő hadoszlopuk élén elfoglalták Berseziót a Stura völgyében. Mikor a savoyai haderő parancsnokát, Pallavicini altábornagyot arról értesítették a kémei, hogy három ellenséges hadtest közeledik feléjük, elhagyta a magaslatot, valamint az alacsonyabban fekvő Lobierát és a Montagnettánál lévő tábort is. Ezek erős állások voltak, melyek áttörése súlyos nehézségeket okozott volna bármelyik hadseregnek. Conti herceg figyelmét ekkor a tőle balra lévő hadoszlopokra fordította. De Villemur marsall értesíteni akarta őt a jobb szárny győzelméről, de a hírnök útközben vízbe fulladt. Újabb futárokat indítottak egyidőben Ballì de Givrìhoz és Pallavicinihez, de ők nem érkeztek meg időben, hogy leállíttassák a Varaita völgyében folyó immár szükségtelenné váló harcot.
De Gandica altábornagy a 7. hadoszlop élén elfoglalta Accegliót a Meira völgyében, majd a 8. és 9. hadoszlop támogatására Varaita völgyének irányába vonult. De Gages 8. hadoszlopának öt zászlóalja elérte a Traversiera hegyét. Ide érkezve a Peirol hegy lábához vonult, ahol megtámadta a Bicocca-fennsíkon elsáncolt tábort. 
A támadás célja az ellenséges erők lekötése volt, így azokat távol tarthatta a Pierrelongue-nál lévő fő erődítéseiktől. Ballì de Grivri megtévesztést alkalmazott, és a 9. hadoszloppal Brianconból a Montgeneve túlsó oldalára vonult át, majd visszafordulva a Colle d’Agnellóhoz vonult. A parancsnoksága alá tartozott de Danois altábornagy és tíz zászlóalj, melyek közül három a Morenne alezredes vezette Poitou ezredhez tartozott. A csapatainak 1500 gyalogosból és négy századnyi gránátosból álló elővédjét Chevert vezette. Chevert július 16-án megtámadta az ellenség Chayolnál lévő előretolt állásait, de a Gardettánál lezajlott tűzharc után visszavonult.
Július 16/17. éjjel a franciák Chayolnál, míg a savoyaiak Gardettánál táboroztak. Ekkor értesültek kémek útján a franciák az ellenséges hadállások elhelyezkedéséről.

## A csata
Miután Chevert megtudta, hogy az ellenség az övével megegyező erőkkel bír, a támadás mellett döntött. A francia gránátosok Bondormir ellen indítottak támadást, és számos kitartóan védelmezett épületet kellett megrohamozniuk. Ekkor érkezett ide Danois a Poitou dandárral. Chevert egy átkaroló hadművelet végrehajtását rendelte el az ellenség bekerítésére, de a szárdok 300 dragonyos fedezete alatt rendezetten visszavonultak. Miután lerombolták a gardettai sáncokat, a francia sereg leereszkedett Celle di Bellinóhoz, majd Bondormir felé vették az irányt, ahol még mindig a sáncokért folyt a küzdelem. Innen Chevert egységei Pierrelongue-hoz másztak át, és csatlakoztak a párhuzamos útvonalon érkező egységekhez. Chevert általános támadást akart indítani, és a haditanács ennek másnapi megindítása mellett döntött.
Amint a piemontiak meglátták az ellenséget Pierrelongue felett, tönkretették a Bondomirból futó kommunikációs eszközöket, és felkészültek a védekezésre. Az ellenség Pierrelongue szurdokán keresztüli cikkcakkos útvonalon tervezte a feljutást a hegy csúcsára annak északi oldalán. Chevert 1500 emberrel készült megtámadni a Pas du Chatot, egy csúszós talajú mély szurdokot. A szurdok végén 400 piemonti gránátos és egy ütegnyi ágyú volt állásban. Sűrű köd borította a hegyet, mikor Chevert egységei megindultak, és így nem vették észre az ellenséges állásokat. A gránátosok sortüzet zúdítottak rájuk, bár nem tudták pontosan meghatározni a helyzetüket, mivel csak hallották, de nem látták a közeledő franciákat. Chevert a hegyről való gyorsabb aláereszkedést rendelt el, feltűzette a bajonetteket, és kerülte a tűzharcot az ellenséggel. A franciák rohamot intéztek a védők ellen, akik rendezetlenül a Barracone redut irányába vonultak vissza. A piemontiak elhagyták a sátraikat, és három nagy farakást felgyújtottak, így értesítve Bicocca helyőrségét Pierrelongue elestéről. A francia hadoszlop az ellenséges ágyútűz ellenére nagyobb veszteségek nélkül ereszkedett alá Pierrelongue-ról, és megtámadták a Battagliola csúcson lévő második redutot, ahonnan a szárd egységek elmenekültek. A franciák megálltak Battagliolánál, és két óra hosszat tartották ezt a pozíciót. Ezt az időt istentisztelet tartására és pihenésre fordították. Ezt követően az erősen védett Monte Cavallo redutja ellen indultak. Az itteni szárd csapatokat Verger őrnagy és Chevalier Castagnole vezényelték. A csata előtt Chevert a szárnysegédjét Vergerhez, a Provence ezred őrnagyához küldte, és célzásokat tett arra, hogy amennyiben nem adják meg magukat, akkor azt kockáztatják, hogy az egész helyőrséget kivégzik. Verger visszautasította a megadásra való felhívást. Chevert azonnali támadást rendelt el, de szerette volna még értesíteni de Givrit, hogy az a segítségére siethessen. Chevert de Givrinek meghagyta, hogy ne tegyen semmit, míg parancsot nem kap. A rossz utánpótlási lehetőségek meggyőzték Chevert-t arról, hogy csak egy masszív támadással lehet megmenteni a szituációt. Chevert csapatai az üteg elleni támadásra készültek, miközben a Poitou dandár tőlük jobbra rohamozott. A provence-i ezred állt középen. Salis ezredesnek a Bellino-szurdok feletti fennsíkot kellett elfoglalnia, hogy négy szárd zászlóalj beérkezését meggátolja a hegytől délre.
A hadoszlop katonái a hátizsákjaik nélkül nyomultak előre, hogy így még hatékonyabbak lehessenek a harcban. A nehéz hegyi terepen nem lehetett rendezetten haladni, a katonák elkeveredtek, és a három hadoszlop egy nagy hadoszloppá összeolvadva támadott. Aznap borús volt az idő, és sűrű köd borította a redutot, így a franciák 50 méterre meg tudták közelíteni az ellenséges állásokat anélkül, hogy felfedezték volna őket. Heves tűpárbaj nyitotta meg a harcot. A franciákat nyílt terepen érte az ellenség tüze. Már több mint négy órája harcoltak mindössze 10 lépés távolságra a szárd állásoktól, és végül vissza kellett vonulniuk. De Givrì folytatni akarta a harcot, és friss zászlóaljakat vetett be. A harcok kiújultak, és a bátran támadó franciák ismét elérték a palánkokat, de nagy veszteségek mellett kivetették őket innen. A combján súlyos sérülést szerző de Givrì elrendelte a visszavonulást az embereinek.
A parancs csata közben ért a harcoló alakulatokhoz, és a Poitou ezred katonái folytatni akarták a harcot. Ez kritikus pillanat volt, mikor mindenfelé lövedékek repkedtek. Danois visszavonulást rendelt el, mivel sok magas rangú tiszt életét vesztette vagy súlyos sebesülést szerzett, de a katonák nem engedelmeskedtek. Tudták, hogy veszélyes lenne ilyen körülmények között visszavonulni, ezért inkább a palánkok megrohanása mellett döntöttek. Szerencséjükre Salis ezredes a pozícióját elhagyva épp ekkor indított támadást hátulról a redut ellen. Ez a cselekedet döntötte el a csata kimenetelét. Mikor ugyanis a szárdok Salis támadásának megakadályozására indultak, az újabb francia roham megadásra kényszerítette őket.
A csata 1744. július 19-én, egy órával az éjszaka beállta előtt ért véget. A szárd hadsereg 1350 főt veszített. A franciák veszteségei is jelentősek voltak.

## Következmények
III. Károly Emánuel az összes ágyút leszereltette San Carlo, Bertola és Chateau erődjeiről, miután értesült a vereségről. Casteldelfinóhoz ment, hogy fogadja a Monte Cavallónál lezajlott mészárlás 200 túlélőjét. Ezt követően a király elhagyta Casteldelfinót, és Sampeyrébe ment, ahol találkozott Guibert tábornokkal, aki a Bicoccánál harcolt. Parancsba adta a cumianai lovagoknak a Maira völgyének evakuálását. De Farbosa márki csapatait visszavonták a Stura völgyéből a Castigliole–Saluces védelmi vonalra, ahol a fősereg is várakozott. A Pierrelongue-nál elesetteket a csatatéren temették el, a sebesülteket pedig Casteldelfinóba szállították. A francia sebesülteket a Monte Cavallo redutjának romjai között látták el.
Danois ekkor már mint parancsnok háromnapos fosztogatást engedélyezett a katonái számára Bellinóban és Casteldelfinóban. 20-án a korai órákban francia katonák érkeztek e két helységbe, és nekiláttak a házak és templomok kifosztásának. Bellinóban meggyilkoltak két férfit, és Casteldelfinóban megszerezték a szárd hadsereg elhagyott ellátmányát. Pontechianale falut megkímélték Danois nagylelkűségének köszönhetően, de nyolc napra 50 férfit kellett rendelkezésre bocsátania a francia sebesültek frontról való elszállítására. Givrit Lyonba szállították, ahol pár nap múlva belehalt sérüléseibe.
De Gages gróf, aki spanyol csapataival túl későn érkezett ahhoz, hogy a harcokban részt vehessen, így írt Fülöp hercegnél szolgáló kollégáinak: „… soha egyetlen hadsereg sem fogja felülmúlni azt a hősiességet, amit Casteldelfinónál tapasztaltam”. Conti hercege a XV. Lajosnak írt jelentésében így fogalmazott: „a legragyogóbb és leglendületesebb akció, amit valaha is végrehajtottak”, majd hozzátette: „A katonák minden emberi bátorságot felülmúltak. Az egységeink dicsfényben tündököltek.”
Miközben Casteldelfinónál zajlottak a harcok, a francia–spanyol hadsereg a Stura völgyében vonult a szárdok ellen, és ügyesen kerülték ki a Stura di Demonte mentén lévő erődöket, majd elérték Dél-Piemont síkságait. Ezt a csatát olykor „pierrelongue-i csata” néven említik, így különböztetve meg a korábban (1743 októberében) Casteldelfinónál lezajlott csatától.

## Fordítás
- Ez a szócikk részben vagy egészben  a   Battle of Casteldelfino című angol Wikipédia-szócikk ezen változatának fordításán alapul.  Az eredeti cikk szerkesztőit annak laptörténete sorolja fel. Ez a jelzés csupán a megfogalmazás eredetét és a szerzői jogokat jelzi, nem szolgál a cikkben szereplő információk forrásmegjelöléseként.